# Hôpital Fernand-Widal
L'hôpital Fernand-Widal est un établissement de l'Assistance publique - hôpitaux de Paris (AP-HP) situé au 200, rue du Faubourg-Saint-Denis dans le 10e arrondissement de Paris. C'est le centre anti-poison de Paris.
Ce site est desservi par les stations de métro La Chapelle et Gare du Nord.
Il porte le nom du docteur Fernand Widal, auteur de travaux sur la typhoïde et les maladies des reins.

## Historique
À l’origine, vers le milieu du XVIe siècle, on trouve une maison de santé créée par Vincent de Paul, l'hospice du Saint-Nom-de-Jésus, qui était située dans l'actuelle rue du Faubourg-Saint-Martin. C’était un hôpital de quelque 40 lits où se dévouaient les Filles de la Charité. 
Au début du XIXe siècle, cet établissement qui devient maison municipale de santé, est payant et il est donc plutôt accessible à la petite bourgeoisie. Il comprend 88 lits. Le docteur Antoine Dubois y crée un service de chirurgie. L’établissement est communément appelé la « Maison Dubois ». Sa capacité passera à 300 lits lorsqu’il sera transféré en 1858 au 200, rue du Faubourg-Saint-Denis à l’emplacement actuel de l’hôpital qui porte depuis 1959 le nom de Fernand Widal (1862-1929) qui y a installé un laboratoire très moderne. Le bâtiment a été conçu par l’architecte Henri Labrouste.
Un projet de restructuration de l'hôpital Lariboisière est en cours, prévoyant le transfert sur le site de la plupart des activités de l'hôpital Fernand-Widal (psychiatrie, addictologie, médecine physique et réadaptation) ; les autres activités rejoindront l'hôpital Claude-Bernard (soins de suite gériatrique et de soins de longue durée).

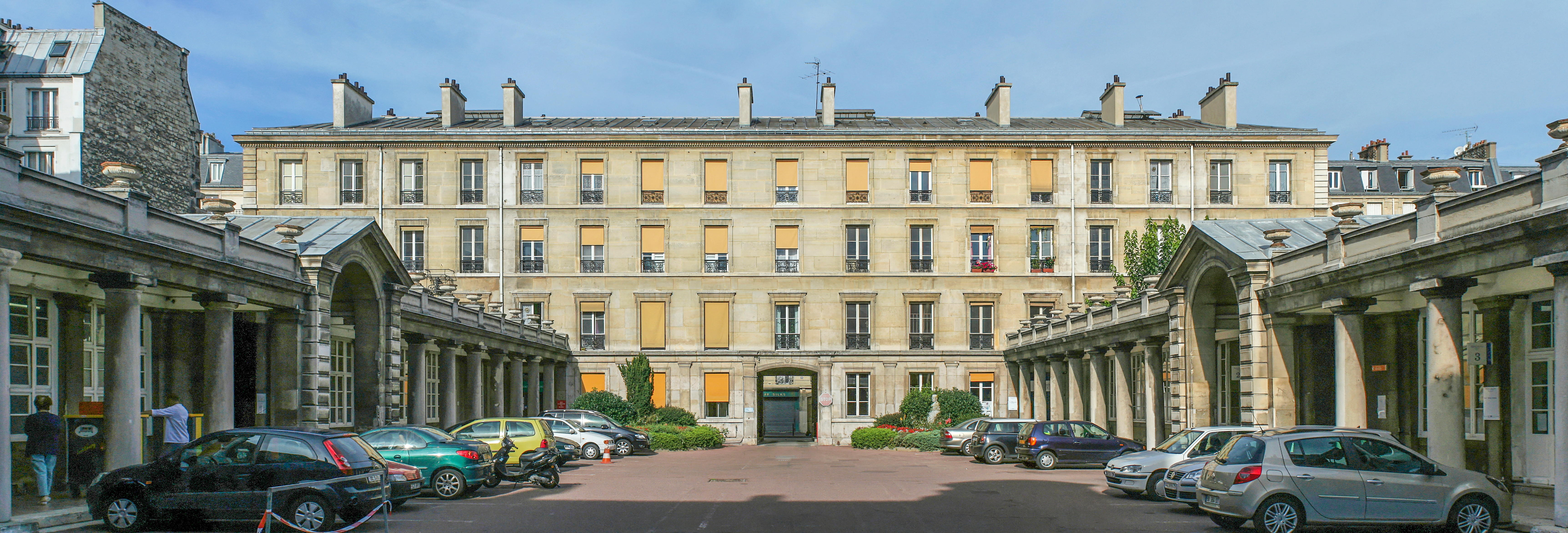
Cour.
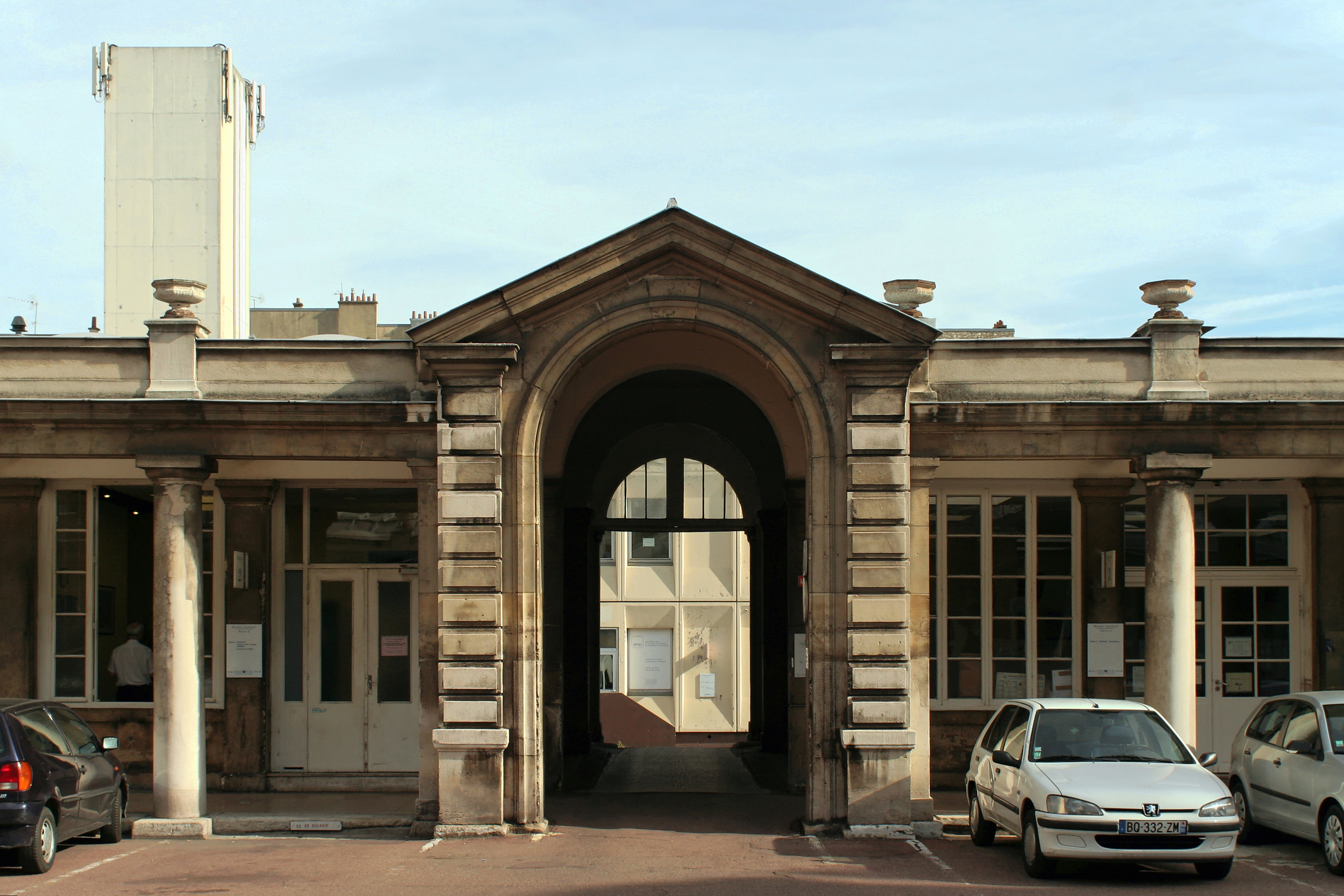
Porche d'entrée de la cour.
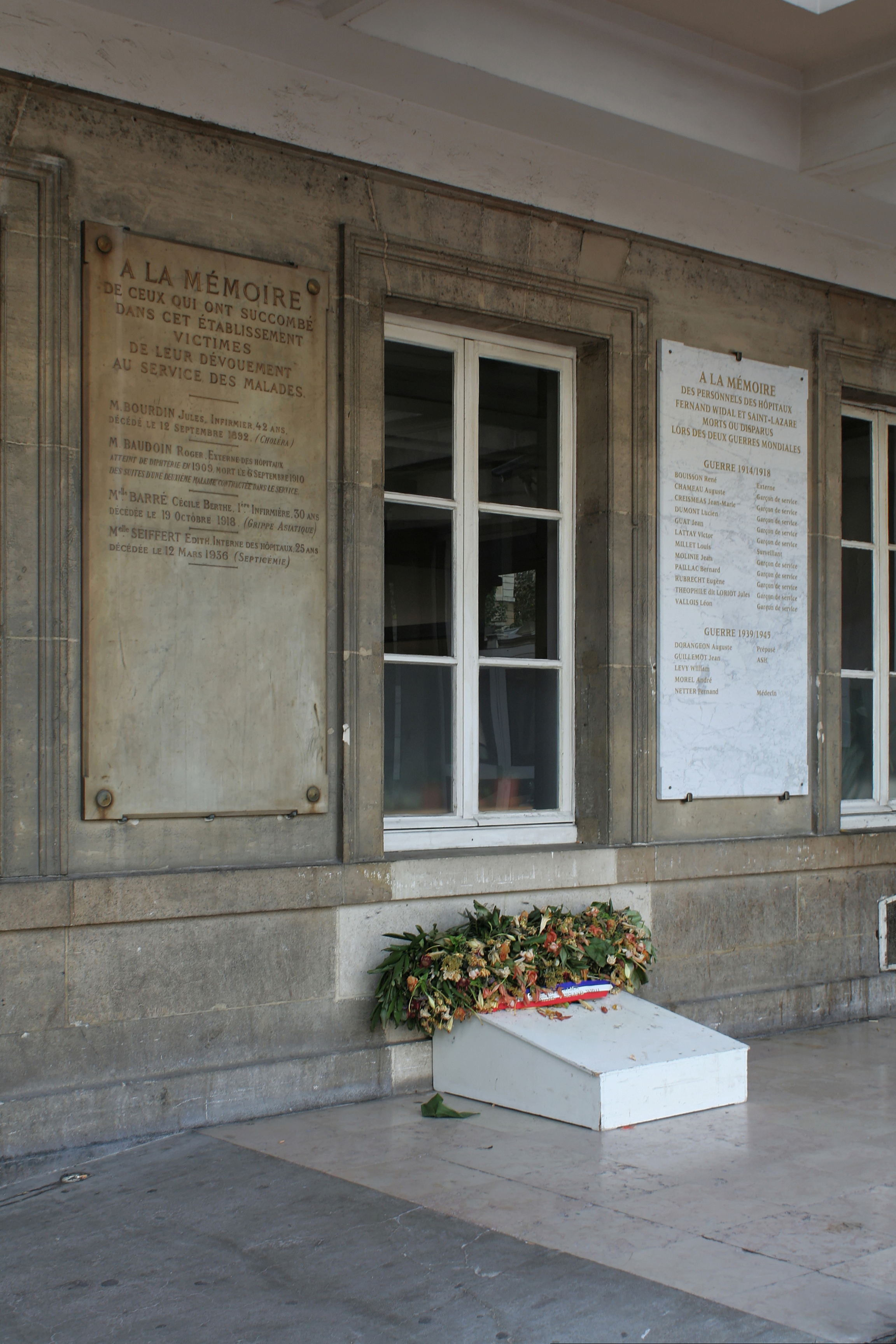
Monument aux morts.
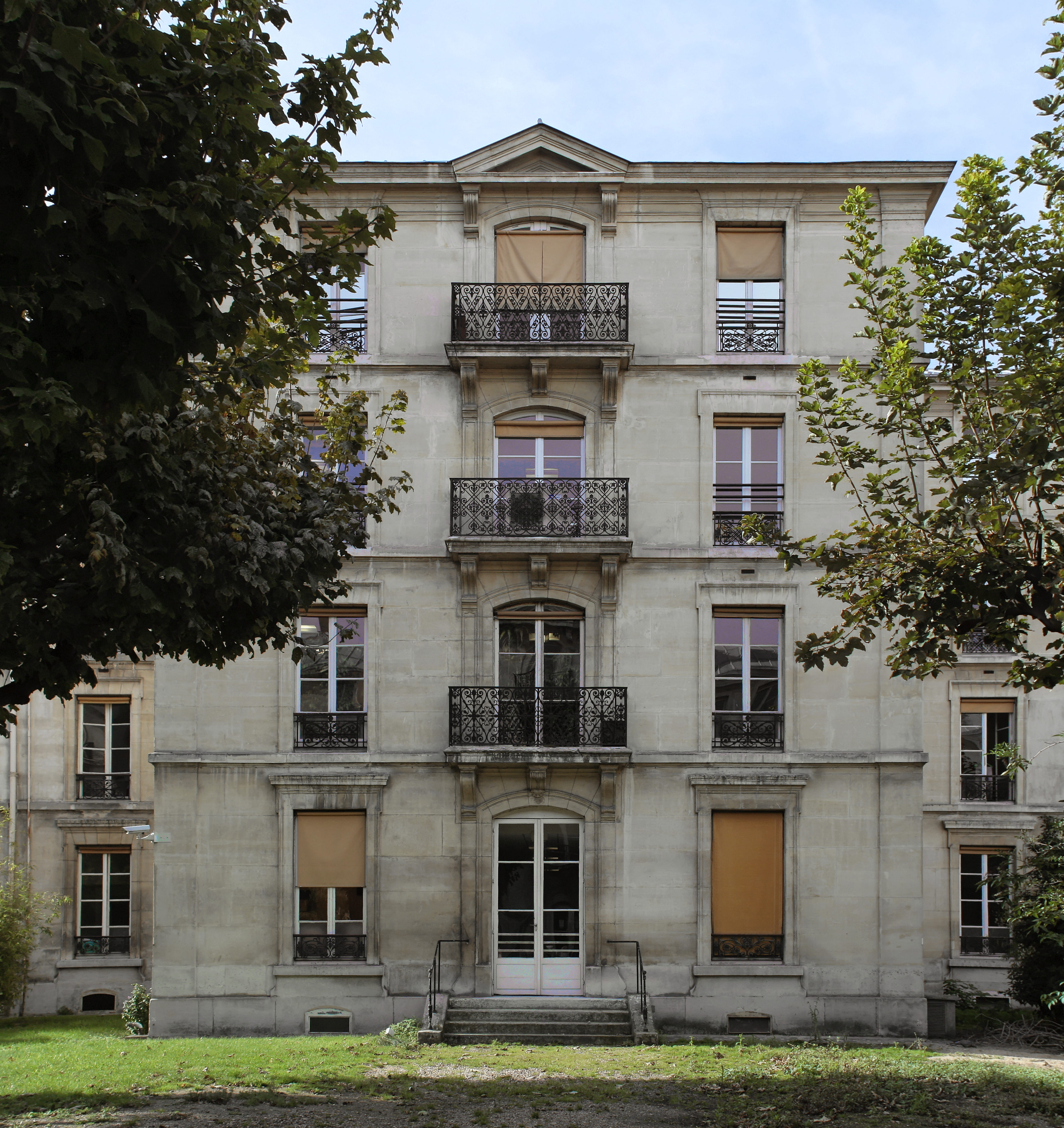
Pavillon sur jardin.
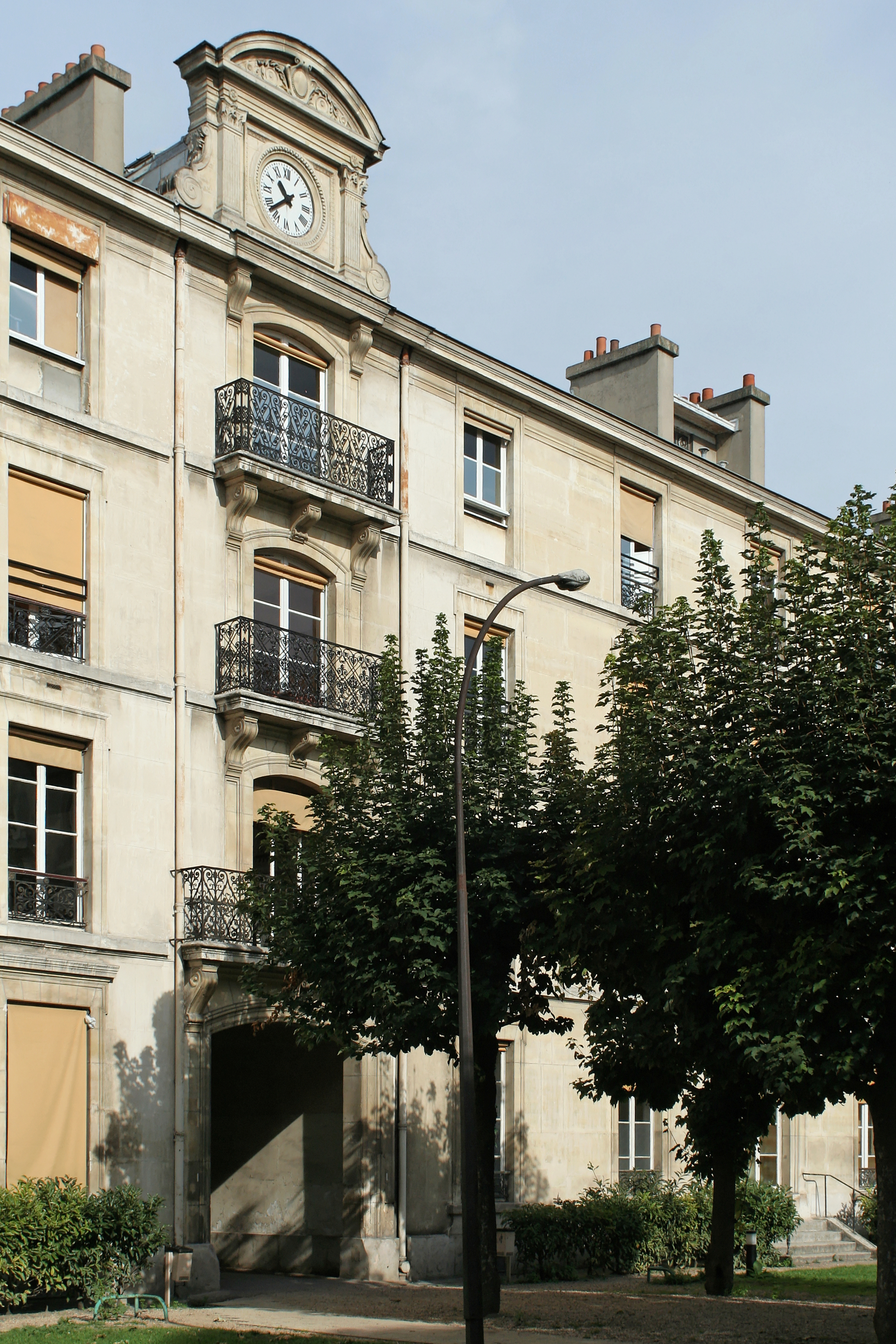
Passage entre la cour et le jardin, avec horloge.